# Antoni Joan Riera i Pascual

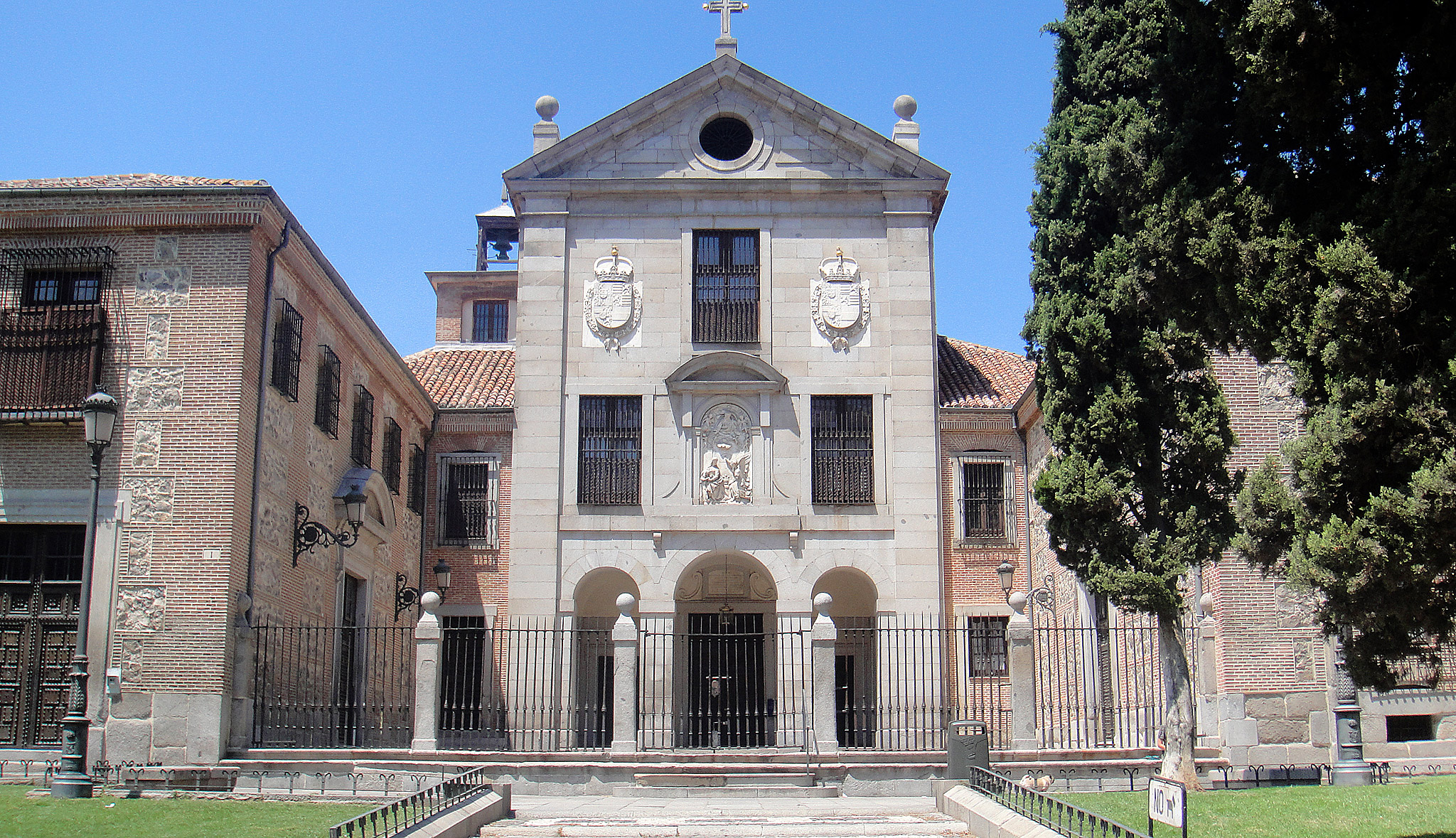
Façana del Real Monasterio de la Encarnación, a Madrid, en la que hi ha el relleu de l'Anunciació realitzat per Antoni Joan Riera.

Antoni Joan Riera i Pascual (Arenys de Mar, 1578-1638) fou un dels escultors catalans més notables del primer terç del segle xvii, que treballà a Madrid, Valladolid i Catalunya.

## Biografia
Encara avui es desconeix on i com es desenvolupà la seva etapa formativa, així com la seva producció primerenca, tot i que l'any 1597 és citat com a imaginaire al seu poble natal. A través dels testimonis documentals es té constància que a l'estiu del 1605 posava en ordre els seus afers econòmics i familiars i redactava el testament davant del notari de la vila. Tot indica que es preparava per una llarga absència i aplegava una renda per garantir-se l'estada lluny de casa, ja que havia decidit provar fortuna lluny de Catalunya i treballar a la Cort.

### Estada a Castella
Riera iniciava un sojorn a Castella que va allargar-se fins a l'any 1629 i que li va permetre conèixer Gregorio Fernández, altres escultors i tracistes de Madrid, com ara Antón de Morales, fra Alberto de la Madre de Dios, Juan Gómez de Mora, Antonio de Herrera Barnuevo, Juan Muñoz, Alonso Vallejo i potser, fins i tot, Pompeo Leoni.

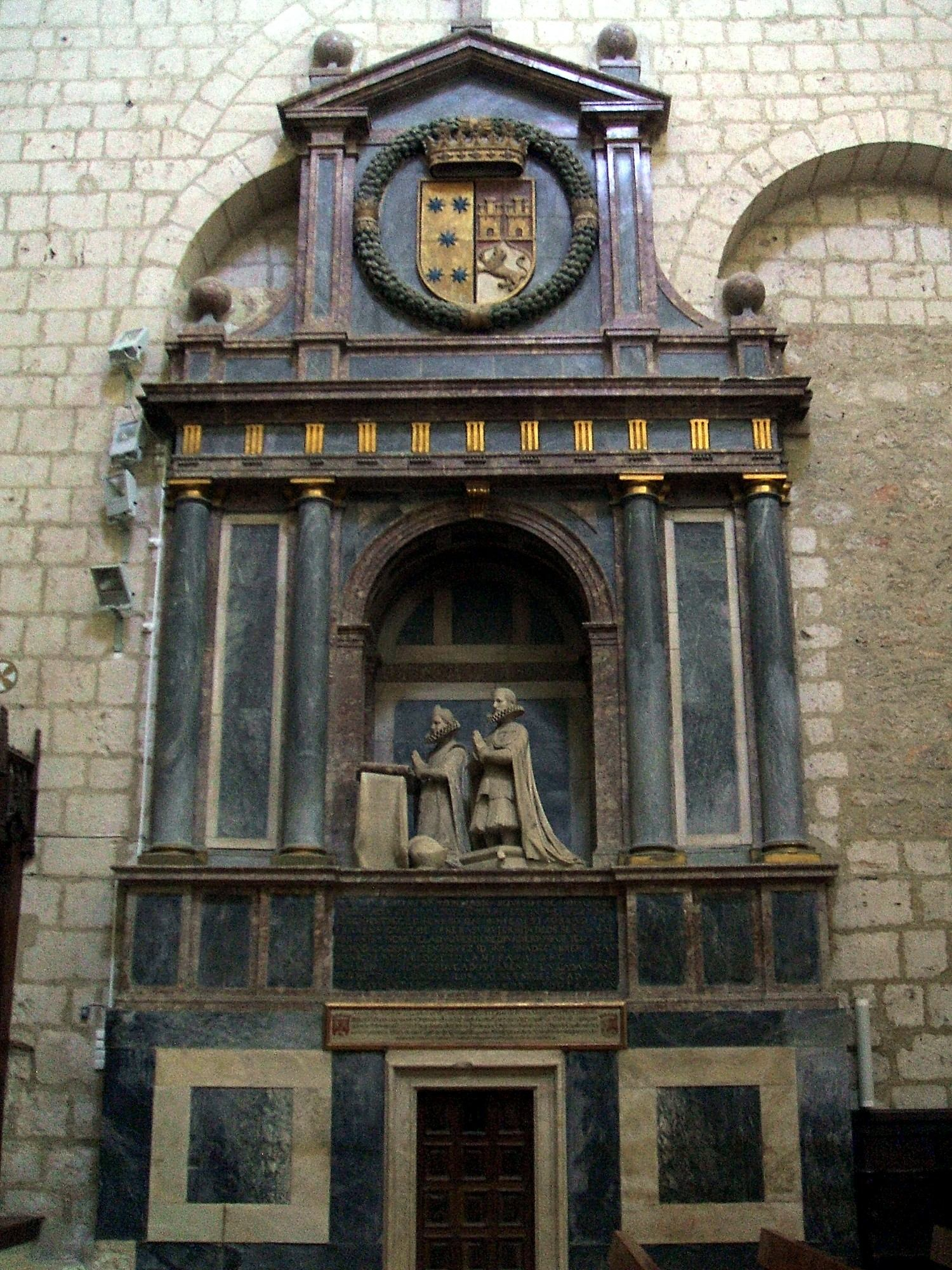
Sepulcre dels marquesos de Poza, situat a l'església del convent de San Pablo, a Palència. Les figures són obra de Riera.

Per tant, la tasca artística de Riera se centrà primordialment a les terres de Castella, conreant unes tipologies poc usuals al Principat, com els monuments funeraris o les fonts públiques. Segons Agustín Bustamante, "en Cataluña, el predominio del retablo sobre la escultura es tan patente, que resulta muy significativo que el escultor catalán mas importante de la época, Antonio Riera, marche a Castilla y deje lo más florido de su obra en la Corte y en el área vallisoletana". A Madrid i Valladolid va esdevenir-hi un autor de referència per a treballs realitzats en pedra, marbre i alabastre. Així doncs, la seva perícia per treballar el marbre, tècnica poc freqüent entre els artistes peninsulars, fa que sigui contractat per projectar, amb un estil classicista derivat de Pompeo Leoni, les escultures del sepulcre dels marquesos de Poza, destinades a l'església del convent de San Pablo de Palència, situades a la capella major. Es tracta d'unes figures sòbries i rígides, però també molt majestuoses i elegants, en les que els marquesos estan representats agenollats devotament davant d'un senzill oratori.
Fernando Marías, a través de fonts documentals, demostrà que Riera també fou l'artífex d'unes altres escultures sepulcrals bastant semblants a les de Palència. Es tracta de les figures de don Álvaro de Bazán i de la seva esposa María de Figueroa, marquesos de Santa Cruz, que actualment es troben en el Palau de El Viso (Ciudad Real). Segons Marías, l'obra fou concertada el 1613 i col·locada el 1614.

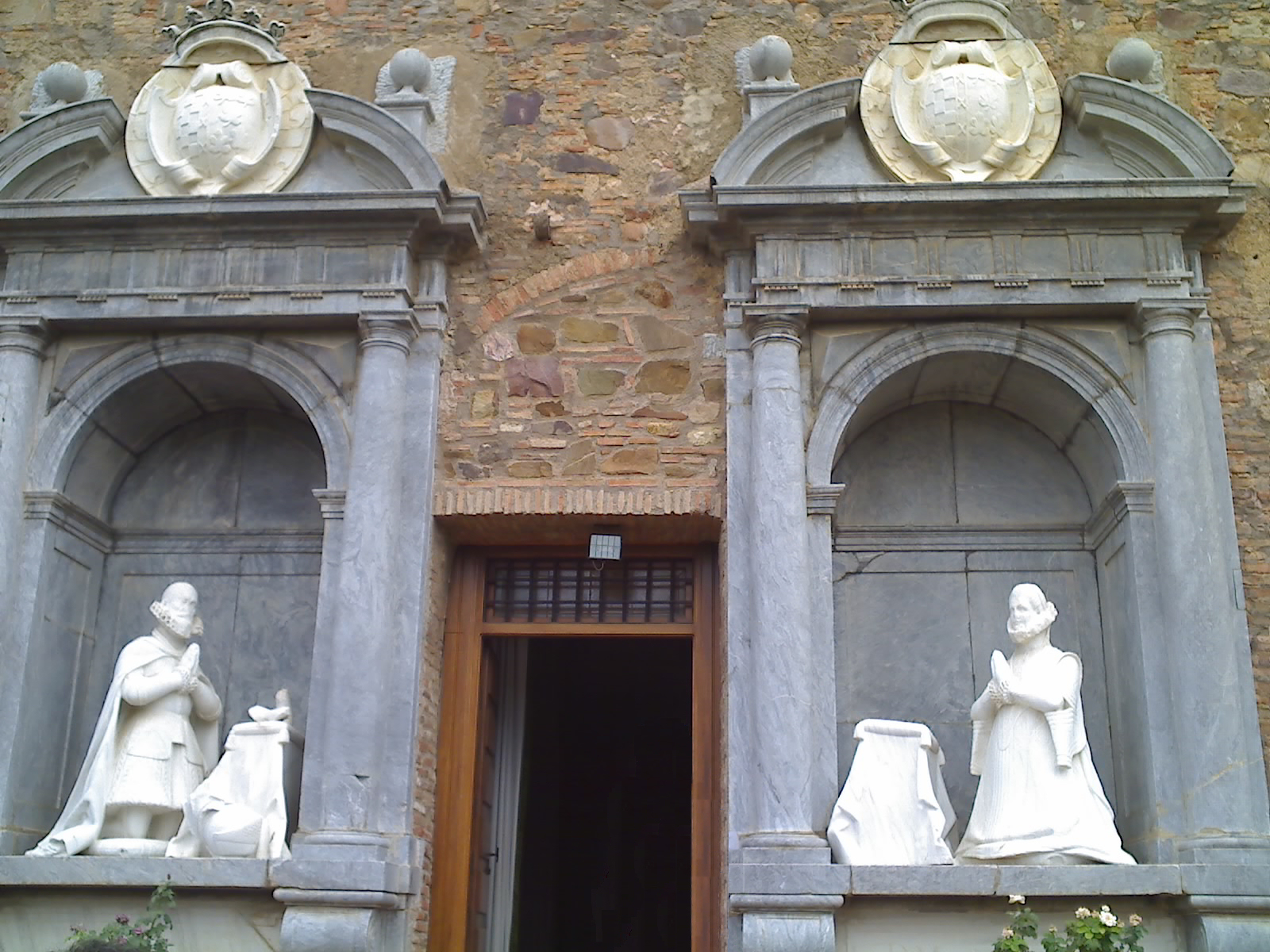
Escultures sepulcrals dels marquesos de Santa Cruz al Palau de El Viso, esculpides per l'escultor arenyenc. S'aprecien les semblances formals respecte al conjunt sepulcral de Palència.

El disseny arquitectònic que emmarca i acull les escultures sepulcrals fou realitzat pel carmelita fra Alberto de la Madre de Dios, mentre que els nínxols de marbre blau foren realitzats per Martín de Azpillaga i Francisco de Mendizábal, picapedrers del focus madrileny, que posteriorment intervindrien en el Panteó de l'Escorial, fet que en demostra la vàlua. Aquestes escultures, de forma similar a les esmentades de Palència, tenen un cert hieratisme. Però, malgrat que han sofert un considerable deteriorament, acrediten les bones qualitats de la talla i el virtuosisme de Riera en detalls com el delicat tractament dels motius ornamentals de les vestidures dels marquesos. El preu força elevat que cobrà l'artista per aquestes escultures –mil ducats– és bona mostra del seu reconeixement artístic.

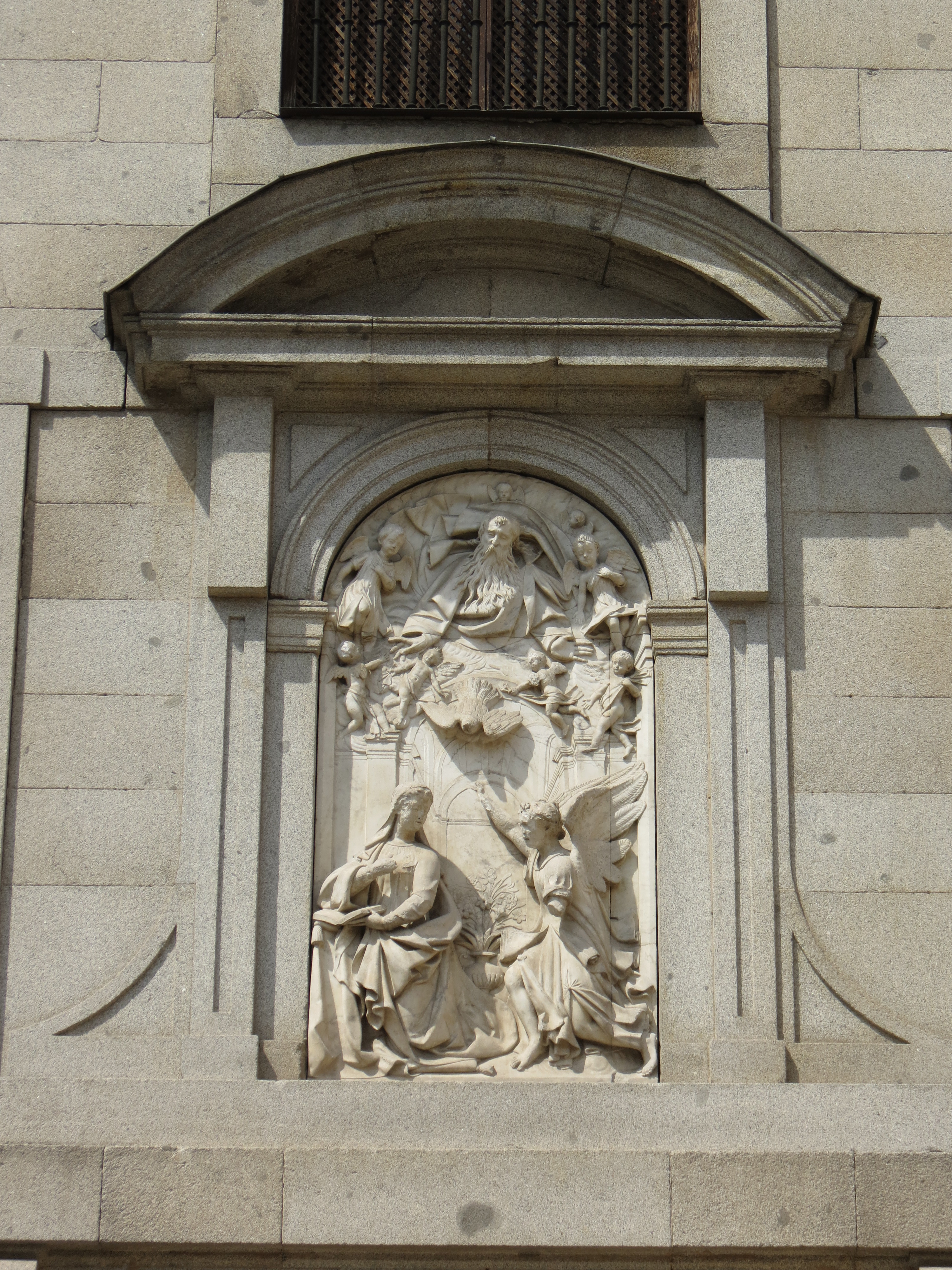
Relleu de l'Anunciació a l'església de l'Encarnació de Madrid

Fra Alberto de la Madre de Dios, tracista dels nínxols dels sepulcres de El Viso, presumiblement satisfet per la feina del nostre escultor, li encarregà el relleu de marbre de l'Anunciació per a la façana de l'església de l'Encarnació de Madrid, realitzat l'any 1617. El tema representat fa referència a la titularitat de l'edifici. És una exquisida composició, executada en marbre, en la que l'anunci a la Verge es resol amb un bust molt ressaltat; la meitat superior conté un gran desplegament del Pare Etern, i també hi apareixen l'Esperit Sant i els àngels. Riera va posar el major empeny en una obra tan representativa, havent facilitat prèviament un model de cera. Aquest relleu recupera l'espai arquitectònic i el punt de fuga dins del qual es desenvolupa l'escena. Segons Bustamante, és tota una demostració d'originalitat, ja que Riera trenca així la línia de desaparició de l'espai arquitectònic establert que va iniciar Gaspar Becerra. A més, Bustamante sosté que aquest relleu va causar sensació en la seva època, tal com ho demostra el fet que, el 1660, l'escultor Manuel Pereira s'inspirés clarament en ell per a realitzar el de la façana del convent de San Plácido de Madrid.
Durant el segle xvii, a Madrid es van realitzar diversos conjunts escultòrics destinats a ornamentar les fonts públiques, per desgràcia perdudes durant el segle xviii, i de les quals només dibuixos, gravats i escultures aïllades ens en donen una idea. Antoni Joan Riera va participar en tres de les quatre projectades pel florentí Rutilio Graci. La més important fou la de la Porta del Sol, anomenada de les Harpies (1625-1629), on construí, en bronze, quatre figures de dona que treien aigua pels pits, dotze màscares i altres ornaments, que foren daurats per l'orfebre Juan de Arfe. Per a la Puerta Cerrada (1618), realitzà diverses carasses i col·laborà, amb un tal Porras o Porta, en la part escultòrica de la font de la placeta de la Vila o de San Salvador (1618-1623). Interessants tipològicament –pensem que la mitologia fou poc conreada pels artistes peninsulars, fins a l'arribada de les acadèmies–, Riera no feu més que copiar fidelment els motius decoratius dissenyats per l'italià Graci.
Durant aquesta època, a part dels encàrrecs més importants, Riera també realitzà obres menors, com ara els escuts d'armes per al Palau Reial.

### Retorn a Catalunya
Antoni Joan Riera va tornar a Catalunya el 1629, mig atret per la convocatòria del concurs per a l'adjudicació de la monumental fàbrica del retaule major de la basílica de Santa Maria de Mar, i mig obligat per culpa d'un procés incoat a Madrid en contra seva per presumptes irregularitats administratives. Tot i guanyar el concurs de Santa Maria del Mar, ex aequo amb el projecte de Josep Sayós, Riera renuncià a treballar-hi per motius que no coneixem. Instal·lat –o retirat– a Arenys, la seva trajectòria es concentrà en el disseny del retaule major de la seva vila i en la supervisió dels inicis dels treballs. D'aquesta època, l'únic testimoni material de la seva activitat a Catalunya és un bell basament de jaspi negre brunyit, fet amb peces de color marfil i granatós i acolorit amb incrustacions de fina geometria.
Riera, instal·lat de nou a la seva vila nadiua, va tenir-hi un taller amb ajudants, un dels quals fou el seu nebot Bartomeu Taxonera. D'aquest darrer període, hi ha constància documental d'alguns encàrrecs menors, com una imatge de Crist realitzada el 1631 per a l'església de Sant Vicenç de Llavaneres, o una imatge de vestir –tipologia poc comuna al Principat– representant La Dolorosa.
Malgrat les poques obres d'Antoni Joan Riera que es conserven, les que ens resten testimonien la vàlua de l'escultor, i les fonts documentals confirmen que durant la seva època va gaudir d'un considerable reconeixement, que el converteixen en un dels escultors catalans més destacats del primer terç del segle xvii. També és una figura destacable per ser l'únic escultor català que desenvolupa la seva obra lluny del Principat, establint així un cert nexe entre Castella i Catalunya. En definitiva, el conjunt del seu art ens el presenta com a artífex coneixedor del seu ofici. A més, és el nostre únic bastió –i de força qualitat– dins una zona de producció aliena a la majoria dels nostres autors.